# Lisa Brühlmann
Lisa Ivana Brühlmann (* 1981 in Zürich) ist eine Schweizer Schauspielerin, Regisseurin und Drehbuchautorin. 

## Leben
Lisa Brühlmann studierte von 2005 bis 2008 Schauspiel an der Schauspielschule Charlottenburg in Berlin und von 2010 bis 2016 Filmregie an der ZHdK (Zürcher Hochschule der Künste) in Zürich. Sie spielte in den Stücken Parasiten und Das Quartett an der Theaterwerkstatt Charlottenburg und in zahlreichen Filmen und Fernsehserien. 2009 stand sie erstmals hinter der Kamera und drehte den Kurzfilm Frühlingserwachen.  Im Jahr 2016 drehte sie ihren ersten Langspielfilm unter dem Titel Blue My Mind. Dieser wurde am Filmfestival San Sebastián und am Zurich Film Festival gezeigt. An letzterem gewann er den ersten Preis in der Kategorie "Fokus Schweiz, Deutschland, Österreich", den Kritikerpreis der Schweizer Filmjournalisten für den besten Erstling sowie den Filmpreis der Zürcher Kirchen. Der Film wurde in sieben Kategorien für den Schweizer Filmpreis nominiert. Als erster Film wurde er dabei in allen zulässigen Kategorien nominiert. Ausgezeichnet wurde er schliesslich in drei Kategorien: Bester Spielfilm, bestes Drehbuch und beste Darstellerin (Luna Wedler).
Für ihre Inszenierung der Folge Desperate Times aus der Fernsehserie Killing Eve wurde sie 2019 für einen Primetime Emmy in der Kategorie Regie für eine Dramaserie nominiert. 2021 wurde sie mit der Regie einer vierteiligen BBC-Serie nach dem Roman The Girl before von JP Delaney betraut. Im November 2021 wurde bekannt, dass Brühlmann zusammen mit José Padilha bei der HBO-Serie «Tango!» Regie führen werde. Diese handelt von den Dreharbeiten zu Der letzte Tango in Paris von Bernardo Bertolucci.
Lisa Brühlmann lebt in Zürich.

## Filmografie

### Als Schauspielerin (Auswahl)
- 2006: Heinrich VIII – Mörder auf dem Königsthron
- 2008: Tatort – Unbestechlich
- 2008: Tag und Nacht
- 2009: Frühling im Herbst
- 2010: SOKO Leipzig – Girls, Girls, Girls
- 2010: Der Landarzt – Hochzeitspläne
- 2010: Der Mann mit dem Fagott
- 2011: Alarm für Cobra 11 – En Vogue
- 2011: Der Kriminalist – Unter Druck
- 2011: Gefangen (SOKO Leipzig)
- 2012: Das Missen Massaker
- 2013: Bella und der Feigenbaum
- 2013: Tempo Girl
- 2017: Goliath
- 2017: Private Banking (Fernsehfilm)
- 2024: When we were Sisters

### Als Regisseurin

#### Langspielfilme
- 2016: Peripherie (Episodenfilm; eine Episode)
- 2017: Blue My Mind
- 2024: When we were Sisters

#### Kurzfilme
- 2010: Frühlingserwachen
- 2010: Flügge
- 2012: Irgendwie
- 2013: Hylas und die Nymphen
- 2015: Mäge

#### Fernsehserien
- 2019: Killing Eve (zwei Folgen)
- 2019: Castle Rock (eine Folge)
- 2020: Servant (1.08)